# Yowie

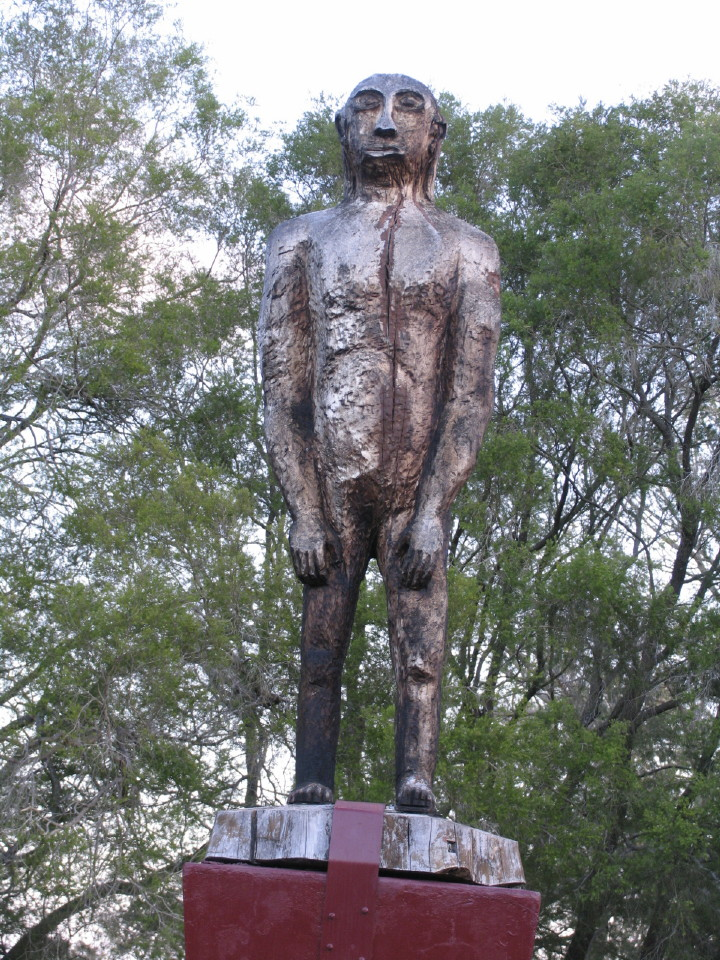
Yowie-Statue in Queensland, Australien

Der Yowie (auch Yahoo) ist ein angeblich existierendes Wesen (Kryptid) aus dem Osten Australiens. Es soll sich um einen großen, zweibeinigen Menschenaffen bzw. einen Affenmenschen handeln.
Der Yowie ist seit Jahrhunderten Bestandteil der Folklore der Aborigines. Seit der Kolonisierung Australiens wurden immer wieder Meldungen über Sichtungen des Wesens durch Europäer proklamiert. Auch gegenwärtig finden sich immer noch Berichte über angebliche Sichtungen des Yowie.
Die tatsächliche Existenz des Wesens gilt als äußerst zweifelhaft. Anders als bei anderen Affenmenschen finden sich keine naheliegenden Erklärungen für den Ursprung des Yowie-Mythos.
Gelegentlich wird der Yowie mit dem Bunyip oder dem neuseeländischen Moehau gleichgesetzt.

## Erscheinungsbild und Verhalten
Der Yowie wird zumeist als sehr großer, bipeder Affenmensch beschrieben, seltener soll er sich auf allen vieren bewegen. Sein Körper soll ein dichtes, braunes oder schwarzes Fell tragen, seine Füße seien von erheblicher Größe.
Aufrecht stehend soll ein Yowie etwa 2 m groß sein. Vereinzelte Berichte geben sogar eine Größe von 3 m oder mehr an. Außerdem soll er einen besonders üblen Gestank verbreiten.
Berichte über das Aussehen des Yowie lassen Ähnlichkeiten zu denen von anderen sagenhaften Affenmenschen wie dem Bigfoot, dem Yeti oder dem Yeren erkennen.
Verschiedene Berichte beschreiben das Verhalten des Yowie als dem Menschen gegenüber aggressiv. Einige angebliche Yowie-Beobachter gaben auch an, von dem Wesen angefallen worden zu sein. Andere stellen den Yowie hingegen als friedlich oder sogar scheu dar.
Während andere Affenmenschen in dem Ruf stehen die menschliche Zivilisation zu meiden, soll der Yowie auch Siedlungsgebiete aufsuchen. Einer entsprechenden Meldung nach soll ein Yowie sogar in eine Metzgerei eingedrungen sein, aus der er anschließend ein unzerlegtes, 500 kg schweres Rind entwendet haben soll.

## Legende und Sichtungen
Der Yowie taucht als sagenhafte, bösartige Gestalt in den Volkslegenden der Aborigines auf. Er wird häufig mit dem Bunyip, einem anderen Sagenwesen der Aborigines in Verbindung gebracht oder mit diesem, als eine lokale Variation, gleichgesetzt.
Beide Wesen wurden nach der Besiedlung Australiens durch Europäer Gegenstand mehrerer proklamierter Sichtungen, wodurch sie Einzug in die Kryptozoologie erhielten.
Die erste als solche bestätigte Yowie-Sichtung fand 1881 statt. Auch davor, bereits im ausgehenden 18. Jahrhundert, soll es Berichte über große affenartige Wesen in Australien gegeben haben. Bis in die Gegenwart nahm die Anzahl der Yowie-Sichtungen stetig zu. In den Blue Mountains in New South Wales sind mittlerweile über 3200 angebliche Sichtungen dokumentiert. Keiner der Berichte über die Existenz des Yowie ließ sich jedoch wissenschaftlich bestätigen.

## Erklärungsversuche
Belege für freilebende Primaten (mit Ausnahme des modernen Menschen) finden sich weder gegenwärtig noch fossil auf dem australischen Kontinent. Dieser Umstand macht es ausgesprochen schwierig, die Existenz des Yowies zu belegen oder herzuleiten. Außerdem finden sich in der gegenwärtigen Fauna Australiens keine Großtiere, denen man in bestimmten Situationen Eigenschaften des Yowie zusprechen könnte und die so zu Verwechslungen führen könnten.
Eine vielzitierte Aborigine-Legende, die mit dem Yowie assoziiert wird, berichtet davon, dass die australischen Ureinwohner, als sie den Kontinent erstmals erreichten, dort auf Gruppen aggressiver Affenmenschen stießen. Diese seien letztendlich von den Aborigines bezwungen worden. Nach der Überzeugung einiger Kryptozoologen überlebten Kleingruppen dieser angeblichen Menschenaffen und werden heute vereinzelt als Yowies gesichtet.
Diese Vermutung bezieht sich jedoch allein auf eine unbestätigte Sage und steht auf keiner wissenschaftlichen Basis. Tatsächliche Hinweise auf die angenommenen Menschenaffen existieren nicht.
Als weiterer Erklärungsansatz gilt, dass Yowies bis in die Gegenwart überlebende Exemplare des Gigantopithecus seien. Diese Gattung ist fossil auf dem asiatischen Kontinent nachgewiesen und beinhaltet die größten bekannten Menschenaffen.
Gigantopithecus wird auch häufig als ursächlich für den Mythos um den Yeti oder zur Erklärung der Sichtungen anderer Affenmenschen herangezogen. Abgesehen davon, dass Gigantopithecus wahrscheinlich vor etwa 100.000 Jahren ausstarb, ist es unwahrscheinlich, dass er je den australischen Kontinent erreichte (siehe: Wallace-Linie). Entsprechende Fossilfunde in Australien oder Südostasien fehlen ebenfalls.
Aufgrund mangelnder überzeugender wissenschaftlicher Belege wird die Existenz des Yowie generell als ausgesprochen unwahrscheinlich eingestuft.

## Etymologie
Bis in die 1970er Jahre hinein war "Yahoo" die geläufige Bezeichnung für den australischen Affenmenschen. Anschließend wurde sie durch den Begriff "Yowie" abgelöst. Der Name Yahoo wurde wahrscheinlich aus Jonathan Swifts Roman "Gullivers Reisen" entlehnt. Dort wird er verwendet, um affenähnliche Kreaturen zu beschreiben, denen der Protagonist auf seinen Reisen begegnet.
Die Bezeichnung Yowie leitet sich wahrscheinlich von einem Begriff aus der Sprache der Aborigines, "Yowrie", ab, was so viel wie behaarter Teufelsmensch bedeutet.

## Rezeption
Der ghillie suit wird in der australischen Armee nach dem Fell des Wesens als yowie suit bezeichnet.
Die TV-Serie Cleverman nimmt Bezug auf Yowies, die dort als Hairypeople bezeichnet werden.
Yowie ist namensgebend für die experimentelle Math-Rock Band Yowie aus Chicago.